# Euthalia gupta
Euthalia gupta är en fjärilsart som beskrevs av De Nicéville 1886. Euthalia gupta ingår i släktet Euthalia och familjen praktfjärilar. Inga underarter finns listade i Catalogue of Life.